# Diaouled Ar Menez
Diaouled ar Menez (Les diables de la montagne) est un groupe de musique bretonne formé en 1971. La formation devient très rapidement un groupe phare des festoù-noz bretons, dont l'influence a marqué le renouveau breton des années 1970. C'est l'un des premiers à mélanger instruments traditionnels et électrifiés, sur une musique à danser.

## Historique
Le groupe se forme en 1971 à Carhaix, de la rencontre entre Jean-Yves Le Corre (accordéon), Philippe Le Balp (flûte, biniou et bombarde) et Bruno Le Manac'h (guitare acoustique et électrique). Au moment du succès d'Alan Stivell, qui ouvre les voies d'un habile et audacieux métissage entre sonorités trads et rock, ils proposent un répertoire rock celtique en Centre-Bretagne.
Après quelques prestations sous le nom d'Avel ar C'hwitell (« Le vent du sifflet »), le talabarder Yann Goasdoué (futur directeur de la Coop Breizh) rejoint la formation lors d’un concert au foyer culturel de Menez-Kamm où il était animateur. Les cinq musiciens sont baptisés les Diaouled ar Menez (les diables de la montagne) par Youenn Gwernig, qui sait que « la musique produite par ces quatre larrons est plutôt destinée à l'exaltation des corps qu'à l'élévation des âmes ». Ils donnent leurs premiers festoù-noz en 1972 dans le Finistère. Le répertoire est fondé sur la musique à danser de Basse-Bretagne, avec une forte prépondérance des thèmes de Centre Bretagne (gavotte, plinn et fisel).
Le groupe est rejoint par Bernard Benoît à la basse. La danse est rythmée par les instruments traditionnels accompagnés de sonorités résolument modernes par les instruments électrifiés. Les Diaouled ar Menez popularisent ce modèle et participent au premier revival breton que connait ce nouveau type de festoù-noz urbains. L’époque est marquée par des luttes sociales, auxquelles le groupe va prendre part (rassemblements des ouvriers du Joint Français, Secours Populaire Interceltique). 
Dès 1972 il enregistre un premier 45 tours « An Dro - Ton doubl » qui connait un grand succès. La même année, il participe à la première édition du Festival Pop Celtique de Kertalg devant près de 10 000 spectateurs. En 1973 il est programmé pendant 4 semaines successives dans le pays Fañch et il fait partie de la programmation celtique de l'Olympia (Paris) pendant une semaine complète avec Tri Yann, Doon a Moor et les Wolfe Tones.
Un premier 33 tours éponyme sort fin 1973 et sera l’une des meilleures ventes en musique bretonne. La formation participe à de nombreux festivals et concerts. En 1975, en vue d'une tournée en Irlande, ils modifient leur style de musique. Le groupe ou ses membres ont participé à diverses expériences musicales mêlant la musique bretonne à d'autres répertoires et cultures musicales. Une concrétisation de ses expériences a été créée lors du Festival interceltique de Lorient en 1983. Elle proposait, sous la direction de François Tusques, un mariage avec la fanfare Hilare Carhaisienne et le groupe intercommunale Musique Orchestra. Tous les cinq ans, il célèbre ses anniversaires à Spézet. Il effectue des enregistrements régulièrement. En 1997, il sort un nouvel album et joue en vedette armoricaine au festival des Vieilles Charrues, avec James Brown. Il a joué dans divers pays (Allemagne, Italie, Espagne, Danemark, Belgique, Suisse).
Le groupe, à géométrie variable, s'est enrichi tout au long de son existence de nombreux musiciens : Patrick Sicard, Melaine Favennec, Philippe Le Strat, Michel Sohier (talabarder), Tangi Le Doré (depuis 1973 à la basse), Patrick Molard, Jacky Molard, Dominique Molard, Gaby Kerdoncuff, Jean-Louis Le Vallégant, Laurent Bigot, Pierre Crépillon, Bruno Petit, Patrick Lancien, Mourad Aït Abdelmalek, Bernard Benoît, Didier Coutellec, Yann Le Boulanger, Gwendal Le Bras, Gwenael et Tanguy Le Doré, Bernard Chevalier, Yann-Fanch Le Merdy, Soïg Sibéril, Roger Bleuzen, Antonin Volson, Ronan Le Corre, Philippe de Kermorvan, Glenn Le Merdy... et même Gérard Delahaye et François Tusques l'espace d'un enregistrement.
En 2007 il fête ses 35 ans et participe à la Nuit de la St Patrick à Bercy. Après quelque 1 500 festoù-noz, le groupe fête sa quarantième année de scène en 2012, en clôture du festival interceltique de Lorient notamment.
Au mois de juin 2017 meurt le guitariste historique Bruno Le Manac'h, suivi un an plus tard par son collègue Jean-Yves Le Corre.

## Discographie

### Participations
- 1973 : Menez Kamm (33t double album)
- 1974 : 2e Festival Pop’Celtic de Kertalg 1973 (33t double album)
- 1978 : Ils se meurent nos oiseaux, Marée Noire
- 1981 : Festival de Ris-Orangis 1980 (33t double album)
- 1996 : Tro Breizh
- 2005 : La musique bretonne, Les groupes à danser, L'anthologie vol. 1 (Coop Breizh)

### Biographie
- André-Georges Hamon, Chantres de toutes les Bretagnes: 20 ans de chanson bretonne, J. Picollec, 1981, p. 198-200
- Thierry Jigourel (préf. Pascal Lamour), Festoù-Noz: Histoire et actualité d'une fête populaire, CPE, coll. « Reflets de terroir », 2009 (ISBN 2845036833), « Diaouled ar Menez, les Rolling Stones du fest noz », p. 120-121